# Gerhard Bergmann (Historiker)
Gerhard Bergmann (* 15. Dezember 1901 in Potsdam; † im Januar 1945 bei Berlinchen vermisst) war ein deutscher Historiker und Leiter der Hochschule für Lehrerbildung Schneidemühl.
Bergmann legte 1919 das Abitur in Ostrowo ab und studierte in Berlin und Göttingen von 1919 bis 1925 Geschichte, ev. Theologie, Germanistik und Kunstgeschichte. 1926 erfolgte die Promotion mit einer Dissertation über Friedrich den Großen und England bei Arnold Oskar Meyer an der Universität Göttingen. Anschließend legte er das Referendariat am Hildesheimer Andreanum und in Hannover ab. Im Raum Hannover unterrichtete er in den folgenden Jahren als Studienassessor (ohne Festanstellung) an verschiedenen Gymnasien bis 1934. Er trat zum 1. Februar 1933 in die NSDAP ein (Mitgliedsnummer 1.476.016) und übernahm Parteiämter im Gau Südhannover-Braunschweig. 1934 wurde er in der wieder eröffneten Hochschule für Lehrerbildung Hannover Dozent für Geschichte sowie Führer des NS-Dozentenbundes. 1936 übernahm er den Auftrag, eine neue HfL in Schneidemühl an der Grenze zu Polen zu errichten. Dort wurde er erst kommissarisch Direktor, dann 1937 Professor und Direktor der Hochschule, die nur Volksschullehrerinnen ausbildete. Auch nach der Ausbildungsänderung ab dem 1. April 1941 leitete er als Oberstudiendirektor die nachfolgende Lehrerinnenbildungsanstalt bis 1945. Er war der Vorgesetzte von Gertrud Ferchland, um die er sich noch bemühte, die aber 1943 als Professorin Opfer der NS-Krankenmorde wurde. Im Gau Pommern wurde er 1942 Gaureferent des NS-Lehrerbunds für Lehrerbildung und übernahm die Aufsicht über alle LBA. Zum Kriegsende wurde er noch eingezogen und nach Kämpfen bei Berlinchen vermisst, später für tot erklärt.

## Schriften
- Friedrich der Große und England während des Siebenjährigen Krieges, o. O., o. J. [Göttinger Dissertation 1925]